# Francisco de Enzinas

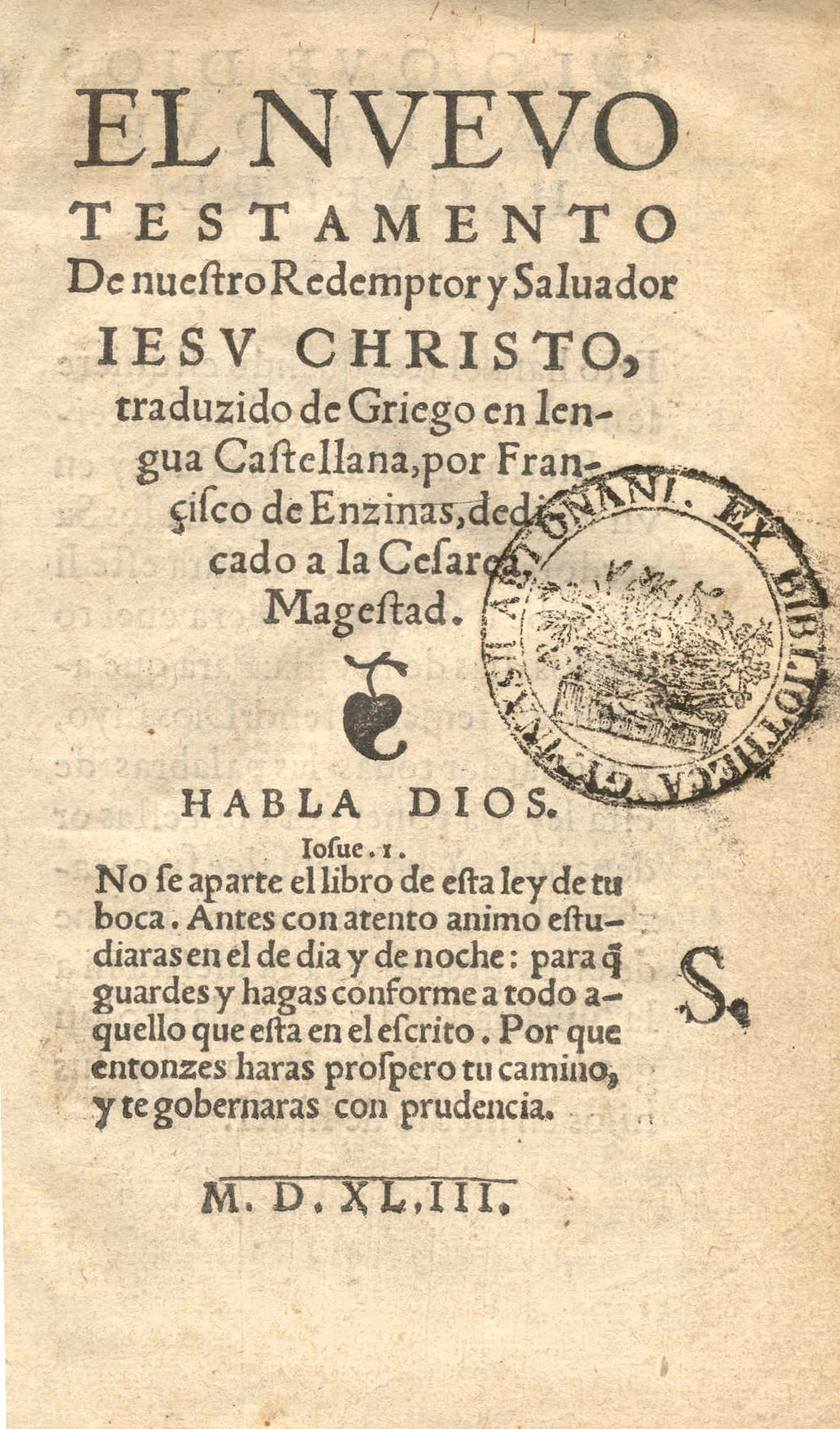
Frontispicio del Nuevo Testamento por Enzinas, publicado en Amberes en 1543.

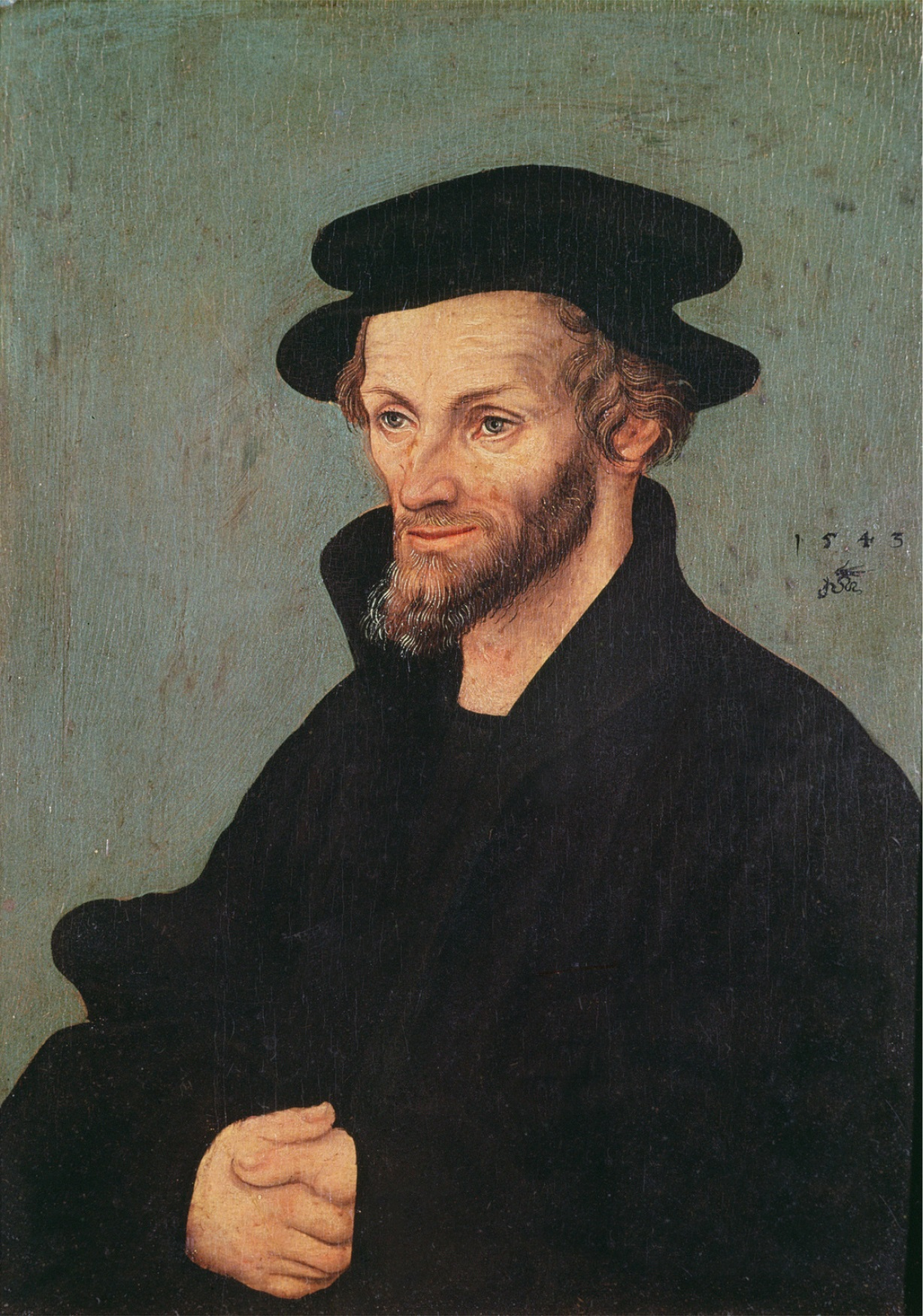
Retrato de Philipp Melanchthon por Lucas Cranach el Viejo (1532).

Francisco de Enzinas (Burgos, 1 de noviembre de 1518 - Estrasburgo, 30 de diciembre de 1552), también conocido como Franciscus Dryander, Françoys du Chesne, Franciscus Quernaeus o Quercetanus, Eichmann, van Eyck (del español: encina), Claude de Senarclens o Claudius Senarclaeus, fue un humanista y protestante español, el primero en traducir el Nuevo Testamento del griego, su idioma original, al castellano. Tuvo un hermano también protestante, Jaime de Enzinas, quemado en Roma en 1547. Francisco dejó tres obras propias, además de varias traducciones, todavía no catalogadas en su totalidad, de autores de la antigua Grecia al español.

## Vida

### Orígenes y estudios
Francisco de Enzinas, que se llamaba a sí mismo Dryander a fin de despistar las investigaciones de la Inquisición, nació según reportes contemporáneos el 1 de noviembre de 1518 en Burgos. Otras fuentes biográficas dan el año 1520. Su padre, Juan de Enzinas, era un comerciante de lana exitoso y adinerado. Su madre, Ana, murió cuando Francisco era un niño, posiblemente en el año 1527, y su padre se casó en 1528 con Beatriz de Santa Cruz (ca. 1495–ca. 1573), que venía de una influyente familia de Burgos que tenía contactos internacionales.
Gracias a estos contactos internacionales de su familia, Enzinas viajó a Flandes, donde su nombre aparece en la matrícula de la Universidad Católica de Lovaina en el año 1539. Hay indicios de que Enzinas estaba en Lovaina desde hacía dos años antes. En la universidad conoció a Albert Hardenberg y los escritos de Philipp Melanchthon y frecuentó también a su compatricio, el mercader Francisco San Román, primer mártir del Protestantismo español. El 27 de octubre de 1541 se matriculó en la Universidad de Wittenberg y continuó sus estudios de griego con Melanchthon. Enzinas había empezado su traducción al castellano del Nuevo Testamento en Lovaina, y en Wittenberg este proyecto recibió el apoyo de Melanchthon, en cuya casa se hospedaba Enzinas.
En el invierno de 1542/43, ya con el manuscrito listo para la impresión, Enzinas viajó de regreso a Flandes para buscar un impresor que pudiera publicarlo en castellano. Por ser Flandes territorio del reino de España, las vías de distribución hacia España eran más favorables. En octubre de 1543 El Nuevo Testamento de nuestro Redemptor y Salvador Jesu Christo fue impreso en Amberes. El 23 de noviembre de 1543, nuevamente gracias a contactos familiares, le fue posible dar personalmente una copia del libro a Carlos V en Bruselas.

### Persecución, viajes y muerte

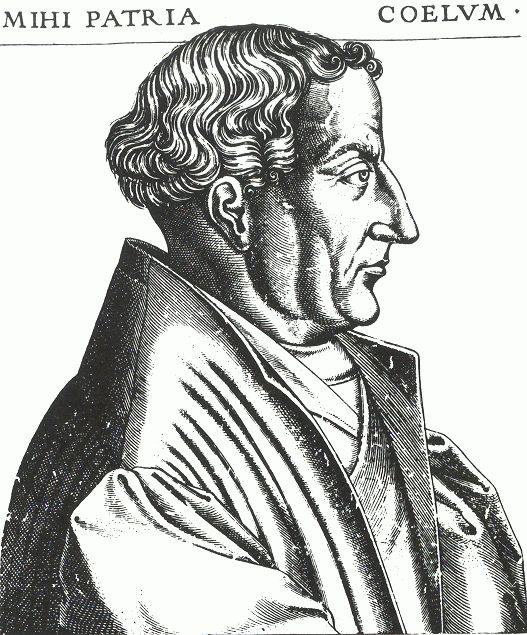
Martin Bucer (grabado contemporáneo).

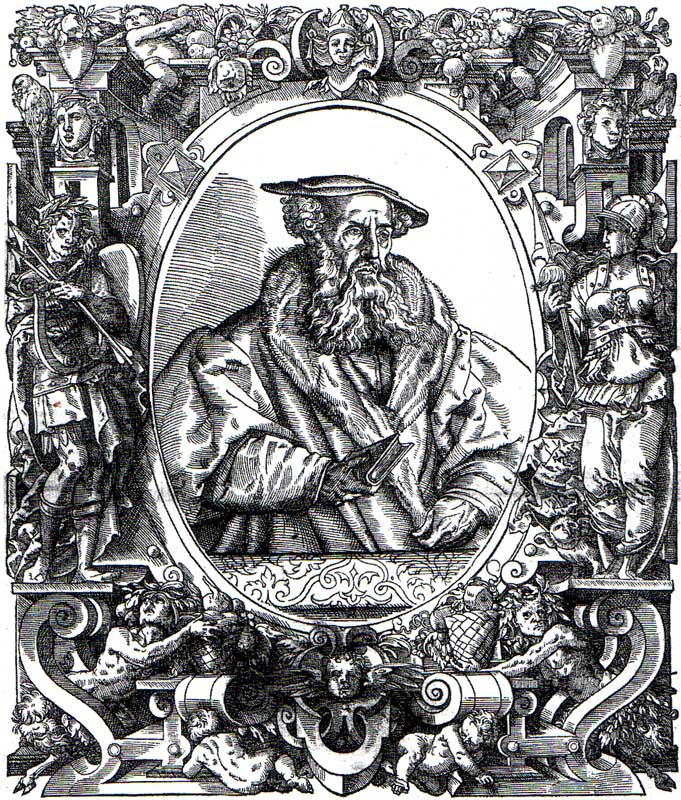
Heinrich Bullinger (grabado en madera, 1570).

El 13 de diciembre de 1543, Enzinas fue arrestado y llevado a la cárcel Brunta de Bruselas a instancias del padre dominico Pedro de Soto, quien era el confesor de Carlos V. Permaneció en prisión un año y medio. El Nuevo Testamento fue confiscado, aunque algunos ejemplares escaparon de las manos de las autoridades. A principios de 1545 Enzinas pudo huir, primero a Amberes y de ahí a Wittenberg, donde se hospedó nuevamente con Melanchthon. A solicitud de éste, escribió en unos meses un libro sobre sus experiencias en Flandes bajo el título Historia de statu Belgico et religione Hispanica, libro que nunca sería publicado durante su vida.
En 1545 Enzinas recibió la orden del emperador Carlos V de regresar a prisión o de lo contrario sería condenado a muerte y sus bienes confiscados. Por el momento, ignoró la orden y se fue a Leipzig para arreglar sus finanzas.
En 1546 se enteró desde España de que, por intrigas del confesor Soto, no solamente sus bienes estaban en peligro, sino que su familia había sido amenazada con el destierro si él no se entregaba en Italia. El amigo de Enzinas, Juan Díaz, un español protestante como él, sugirió que se encontrasen en Núremberg, pero el 27 de marzo Díaz fue asesinado en Neuburg an der Donau, al ser delatado por su propio hermano, Alfonso.
En el verano de 1546 se trasladó a Estrasburgo, donde conoció a Martin Bucer. A continuación realizó varios viajes en los que visitó a Heinrich Bullinger en Zúrich, a Joachim Vadiam en San Galo, a Hieronymus Seiler en Lindau y a Ambrosius Blarer en Constanza, todos ellos figuras importantes del protestantismo. Finalmente se matriculó en Basilea, donde escribió un informe sobre el asesinato de Juan Díaz titulado Historia vera de morti sancti viri Ioannis Diazii Hispani. Este informe lo publicó bajo el seudónimo Claudium Senarclaeum, el nombre del acompañante de Díaz y testigo de los hechos. También durante 1546, desde Roma le llegó la noticia de que su hermano Diego había muerto en la hoguera acusado de herejía. Ese mismo año Francisco de Enzinas publicó un tratado en el que criticaba fuertemente el Concilio de Trento, titulado Acta Consilii Tridenti Anno M.D.XLVI celebrati.
En 1547 se traslada nuevamente a Suiza y ese mismo año publica en Basilea su traducción de las vidas de Cimón y Lucio Licinio Lúculo de Plutarco. Enzinas no se siente seguro en Suiza, por lo que deja su residencia en Basilea y se va a Estrasburgo, donde en 1548 se casa con Margarethe Elter. A pesar de no tener ningún título académico, gracias a la intervención de Martin Bucer y Philipp Melanchthon obtiene en octubre el puesto de profesor de griego como Regius Professor of Greek en la Universidad de Cambridge, Inglaterra. Ese mismo año su esposa Margarethe da a luz a su primera hija, Teresa.
En Inglaterra Enzinas traduce obras de Plutarco, Luciano y Tito Livio al español. Después de poco más de un año, deja a su familia al cuidado de Martin Bucer, quien también había pasado a residir en Inglaterra, y viaja a Basilea para imprimir sus traducciones. En Basilea Enzinas encontró un impresor y a principios de 1550 decide no regresar a Inglaterra, mandando un mensaje para que su esposa e hija se unieran a él en Estrasburgo. Ahí, Encinas funda una casa editora para publicaciones en español. En 1551 nace su segunda hija, Beatriz.
Francisco de Enzinas muere el 30 de diciembre de 1552 a los 34 años de edad, a consecuencia de una epidemia de peste que se propagaba por Estrasburgo. Su esposa Margarethe sucumbe a la enfermedad el 1 de febrero de 1553. Philipp Melanchthon se ofreció de inmediato a adoptar a una de las niñas huérfanas. La abuela materna, Beatriz de Enzinas, también luchó por la custodia. Las niñas permanecieron, a fin de cuentas, con familiares de la madre en Estrasburgo. Hay indicios de que crecieron bajo el cuidado estatal. Otras fuentes parecen indicar que las niñas vivieron en Flandes. No se tienen más noticias de qué fue de sus vidas.
Según Roland Labarre y Alfredo Rodríguez López-Vázquez, Francisco de Enzinas es el candidato más probable a haber escrito el Lazarillo de Tormes.

## Influencia deEl Nuevo Testamentode Enzinas

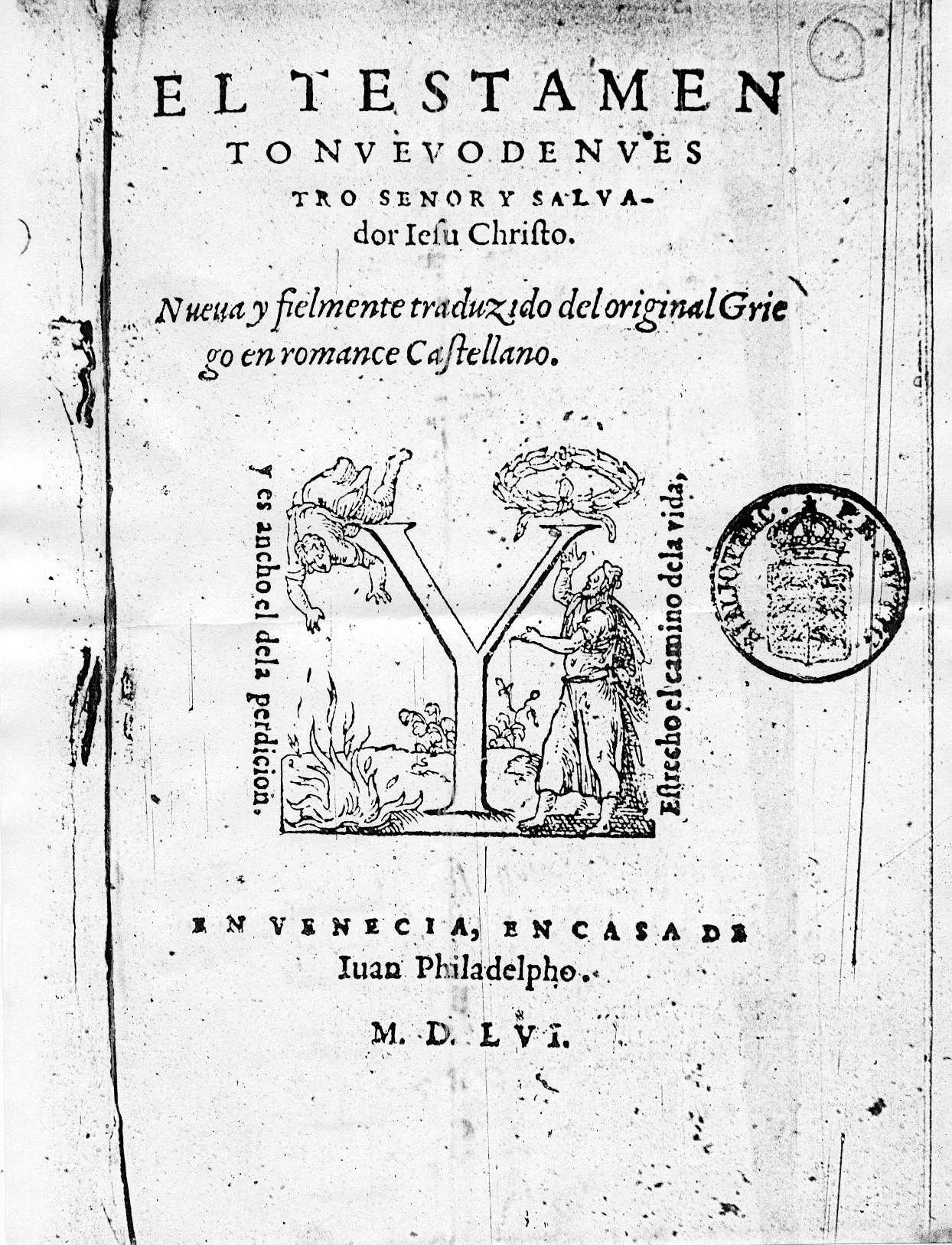
Frontispicio de la edición de Juan Pérez de Pineda de 1556.

Cuando Stephan Mierdman aceptó el encargo de Enzinas de imprimir una versión en castellano del Nuevo Testamento, Mierdman infringió la pretensión de la Iglesia católica de tener derecho exclusivo sobre la exégesis de las Sagradas Escrituras. Esta pretensión estaba basada en una sola versión canónica en latín vulgar, la Vulgata. En el siglo XVI, la traducción de la Biblia a las lenguas nacionales no era solamente impedida y estrictamente controlada, sino que también era perseguida por ser considerada la base de la herejía. Sin la protección de Federico III de Sajonia, la traducción de la Biblia al alemán por Martín Lutero no hubiera permanecido impune. Una de las metas de la reforma protestante era terminar con esta prohibición.
Después de que Enzinas fuera detenido y encarcelado, la iglesia española ordenó que los ejemplares del Nuevo Testamento en Flandes fuesen confiscados y destruidos. De la correspondencia de Enzinas durante su estadía en Inglaterra en 1549 con Mierdman en Amberes se deduce que algunas copias lograron escapar de las llamas. Los pocos ejemplares originales que se conservan de la edición de Mierdman se encuentran en bibliotecas británicas.
En 1556, cuatro años después de la muerte de Enzinas, se publica anónimamente El Testamento Nuevo de nuestro senor y salvador Iesu Christo. Nueva y fielmente traduzido del original Griego en romance Castellano. En Venecia, en casa de Iuan Philadelpho. Tanto el nombre de la ciudad de impresión, como el del editor, son falsos. El artífice de esta edición fue Juan Pérez de Pineda (ca. 1500-1567), un protestante español, y al parecer esta edición fue impresa en Ginebra. Es una copia casi idéntica del Nuevo Testamento de Enzinas, de la que se diferencia únicamente por la inversión de algunas palabras. Casiodoro de Reina (1515-1594) copió en su traducción de la Biblia de 1569 capítulos y libros enteros de los evangelios, de la edición de Pérez de Pineda. La traducción de Reina fue revisada luego por Cipriano de Valera (ca. 1520-1602). La llamada edición Reina-Valera de la Biblia, que fue oficialmente autorizada en el siglo XVIII, es la base de todas las siguientes traducciones de carácter protestante de la Biblia al idioma español.

## Obras
- El Nuevo Testamento De nuestro Redemptor y Salvador Iesu Christo. Traduzido de Griega en lengua Castellana, por Francisco de Enzinas, dedicado a la Cesarea Magestad. Amberes: Mierdman, 1543. Juan Pérez de Pineda revisó esta traducción y Julián Hernández consiguió distribuirla por todo el país.
- Historia de statu Belgico et religione Hispanica. Wittenberg, 1545 (dos copias manuscritas)
- Historia vera de morte sancti viri Ioannis Diazii Hispani, quem eius frater germanus Alphonsius Diazius, exemplum sequutus primi parricidae Cain, velut alterum Abelem, refariem interfecit. Per Claudium Senarclaeum (i.e.: F. de Enzinas). Basilea: Oporinus, 1546 (Historia verdadera de la muerte del santo varón Juan Díaz, español, al cual su hermano Alfonso Díaz asesinó siguiendo el ejemplo del primer parricida Caín. Narra el asesinato de este converso al Protestantismo por orden de su propio hermano católico Alfonso, de Cuenca.
- Acta Consilii Tridenti Anno M.D.XLVI celebrati. Basilea: Oporinus 1546
- Histoire de tous les cardinaux françois de naissance ou quiont esté promevs av cardinalat par recommandation de nosroys: enrichie de leurs armes et de leurs portraits. París: Estienne Pepingvé, 1660. 2 v.
- Histoire des Chanceliers, et Gardes des Sceaux de France distingué, par les Regnes de nos Monarques depuis Clovis jusques á Louis XIV: enrich. de leurs armes, blasons... Paris: s. n., 1680.
- Dos Informaciones: una dirijida al Emperador Carlos V, i otra, á los Estados del Imperio obra, al parezer, de Franzisco de Enzinas. Precede una Suplicazion á D. Felipe II. obra, al parezer, del Dr. Juan Perez Ahora fielmente reimpressas, i seguidas de vários Apendizes. S.l., s.n., 1857; es edición de Luis de Usoz sobre una copia que hizo Juan Calderón en el Museo Británico.
- Epistolario ed. Ignacio J. García Pinilla. Genève: Librairie Droz, 1995.
- Les memorables de Francisco de Enzinas. Savignac, Jean de (trad.). Bruxelles: Librairie Encyclopédique, 1963.
- Historia de los estados de los Países Bajos y de la religión de España, 2 vols. (La Aurora, 1943); se han traducido también con el título de Memorias, edición y traducción de Francisco Socas. Madrid: Clásicas, 1992.
- Traducción de las Vidas paralelas de Plutarco (1551)
- Traducción de Luciano de Samosata.
- Traducción de Mosco (Lyon, 1550)
- Traducción de las Décadas de Tito Livio (Amberes, 1552). Se reimprimió con el título Todas las Décadas de Tito Livio Paduano que hasta al presente se hallaron y fueron impressas en latin, traduzidas en romançe castellano [por Francisco de Enzinas]. Agora nuevamente reconosçidas y emendadas y añadidas de mas libros sobre la vieja traslaçion, Amberes, vendese la presente obra en Anvers en casa de Arnaldo Byrcman, a la enseña de la Gallina Gorda. [Al colofón:] acabose de imprimir, en la çiudad imperial de Colonia Agrippina, a costas de Arnoldo Byrckmanno librero 1553, 2 vols.